# Мостар
Мостар е град и община в Босна и Херцеговина. Той е най-голямото и сред най-важните селища в област Херцеговина, както и административен център на Херцеговско-неретванския кантон от Федерация Босна и Херцеговина.
Разположен на двата бряга на река Неретва, градът е 5-и по население в страната. Сред най-големите му забележителности е Стари мост, част от световното културно наследство на ЮНЕСКО. Според версия именно от построения през XVI век мост произлиза топонимът Мостар.

## География
Мостар е политически, финансов, религиозен и културен център на Херцеговско-Неретвански кантон, както и неофициална столица на област Херцеговина.
Градът се намира на 60 км от Адриатическо море и е разположен в долината на река Неретва, заключен между планините Вележа, Хума и Чабуле, които са част от масива на най-обширната планинска верига на Балканския полуостров – Динарите. Надморската му височина варира между 60 и 80 метра.
Градът е 4-ти по население във Федерация Босна и Херцеговина с население от 128 448 души (2007). В него се намират 4 от федералните министерства на Федерацията.

## Климат
Климатът в района на Мостар е умерено-континентален с преход към средиземноморски като този в Южна България. Зимата е хладна, но не и студена, като понякога превалява и сняг. Лятото е много горещо, като температурите достигат до 45 градуса по Целзий.
Някога градът е бил известен като най-горещия в бивша Югославия, а днес – в Босна и Херцеговина. Въздухът е целогодишно влажен. Пролетта и есента са дъждовни, като през април и май, когато не вали, Мостар придобива изключителен чар.

## Туризъм
Още в миналото Мостар е бил един от главните туристически центрове на бивша Югославия. Днес главни туристически обекти са:
- Стари град
- Стари мост
- Карагьоз бей джамия
- Франевачка църква
- Врело Буне
- Природен парк „Руище“
- Природен резерват „Дива Грабовица“
- Мостарско блато
- Музей „Херцеговина“

## История

### Предистория
Територията около Мостар е била населена още от праисторически времена. В близост до него са намерени предмети – над 150, от неолита, бронзовата и желязната епоха. При разкопките са открити множество гробове, оръжия, както и монети. През желязната епоха се развива търговия със съседните селища.

#### Римска епоха
По времето на Римската империя територията около града е населена с илирийски племена. Административно тя принадлежи към Далмация. Базиликата от IV-VI век в Цимо, днес близо до покрайнините на града, вероятно е била средище на епископия Сарсентерум.

#### Средновековие
През VI-VII век на територията на днешна Босна и Херцеговина се заселват славянски племена. За кратък период от време, по времето на цар Самуил, от края на X век до 1019 г., територията на Херцеговина е под българска власт, след което византийците я завладяват отново.
През XII век е образувано Босненското княжество, което от XIV век става кралство, включващо и областта Херцеговина. В 1463 г. територията на Босна пада под властта на Османската империя, а през 1482 г. – и територията на Херцеговина.
Най-старите документи за град Мостар датират от първата половина на XV век.

#### Османско владичество (1482 – 1878)
По времето на османското владичество градът е главен административен център на Херцеговина. През 1557 г. започва строителството на „Стари мост“ от османския архитект Мимар Хайрудин, завършен през 1566 г. През XVI и XVII век започва интензивно разширяване на града, като населението достига 10 000 жители.
Мостар се развива като типичен за Османската империя град, с характерните за времето черти. Градът има махала, както и чаршия, което доказва, че в него се е развивала търговска дейност. През XVIII век броят на населението намалява и градът навлиза в упадък. През 1833 г. той става средище на новосъздадения Херцеговски пашалък.
В периода 1863 – 1873 година видният български строител Андрей Дамянов построява катедралната църква на града „Света Троица“.

#### Австро-унгарска окупация (1878 – 1918)
След въстанието в Босна и Херцеговина от 1875 – 1878 г., което обхваща и Мостар, Босна е окупирана от Австро-Унгария, а през 1908 г. е анексирана. По време на окупацията, през 1881 г., градът става седалище на Епископия Мостар-Дувно. Официално Босна и Херцеговина е в състава на Австро-Унгария до 1918 г., когато става съставна част от Кралството на сърби, хървати и словенци, а от 1929 г. – Кралство Югославия.
Също както при османското управление, австро-унгарското владичество оставя трайни следи в историята на Мостар. В този период са изградени много сгради в европейски стил и от така от характерно за Османската империя средище градът се превръща в европейски град. Все пак остават голям брой сгради с ориенталски характер, което превръща Мостар в културно разнообразен град. През този период е изградена главната улица на града, позната днес като ул. „Маршал Йосип Броз Тито“. Построена е също и първата гимназия, наречена „Гимназия Мостар“.
Най-известният градоначалник на града, по времето на австро-унгарския период, е Муяга Комадина, благодарение на когото Мостар придобива европейски вид.

#### Югославски период (1918 – 1991)
От 1918 г. град Мостар е в състава на Кралство Югославия. През 1941 г. Босна и Херцеговина е окупирана от германските войски и е включена в състава на профашистката Независима хърватска държава. По време на освободителните войни през 1941 – 1945 г. е освободена от партизаните на Йосип Броз Тито и през ноември 1945 г. е включена в състава на Югославия като федерална република.
След Втората световна война в Мостар се откриват фабрики за производство на вино и цигари. На река Неретва се построяват 3 язовира – Грабовица, Салаковач и Мостар, както и няколко ВЕЦа. Преди разпадането на Югославия през 1991 г. градът е сред главните индустриални, туристически, финансови и културни центрове на федералната република.

#### Окупация от ЮНА (1992)
След разпадането на Югославия в периода между 1992 и 1993 г. Мостар е под 9-месечна военна обсада, когато е разрушена катедралната църква „Света Троица“. Първата бомбардировка над града е извършена от Югославската народна армия на 3 април 1992 г. и през следващите седмици по-голямата част от него е под контрола на ЮНА. В отговор на окупацията босненските хървати създават групировка, насочена срещу югославската армия, като се стига до кървави сражения. В отговор на хърватските атаки ЮНА разрушава католическата катедрала и епископската библиотека, където се съхраняват около 50 000 книги. На 12 юни 1992 г. хърватските военни групировки успяват да отблъснат ЮНА извън пределите на града.

#### Бошняшко-хърватска война (1993 – 1994)
В периода от 1993 до 1994 г. в Босна и Херцеговина бушува гражданска война. По време на сраженията загиват около 200 000 души, а бежанците са над 2 милиона души. На 9 май 1993 г. в Мостар босненските хървати предприемат нападателен удар срещу босненските мюсюлмани, като по този начин последните са изтласкани от другата страна на река Неретва.
Така западната част на града е под хърватски контрол. Хърватите започват бомбардировки над източната част, като по този начин предизвикват смъртта на стотици цивилни граждани. Много културни и религиозни обекти в Мостар са разрушени. На 9 ноември 1993 г. емблемата на града – „Стари мост“, рухва от бомбардировките на босненските хървати. Te разрушават и сръбския православен манастир в Житомисличи. На 25 февруари 1994 г. огънят в града е прекратен.

#### Дейтънско споразумение
С Дейтънското споразумение от 21 ноември 1995 г. се слага край на гражданската война в Босна и Херцеговина. В договора е посочено, че страната става протекторат на международната общност, който се администрира от върховен представител, избиран от Европейския парламент. Босна и Херцеговина се разделя на 2 ентитета – Република Сръбска, населена предимно със сърби, и Федерация Босна и Херцеговина, населена предимно с хървати и бошняци.
Град Мостар влиза в състава на Федерация Босна и Херцеговина като столица на Херцеговско-Неретвански кантон. Оттогава започва и трудният път към възстановяването на града, като международната общност отпуска 15 милиона долара за възстановяването му. Мостар е сред най-пострадалите градове от гражданската война.

## Култура
Мостар е домакин на годишния музикален фестивал „Мелодията на Мостар“, който се счита за един от най-добрите в Босна и Херцеговина.
В Мостар се намират следните културни обекти:
- Център за култура „Мостар“
- Културен дом „Херцог Степан Косача“
- Младежки културен център „Абрашевич“
- Музикален дом „Павароти – Мостар“
- Музей „Херцеговина“
- Градска библиотека „Херцог Степан Косача“
- Градска библиотека „Лука“
- Къща „Алекс Шантича“
- Университет „Мостар“
- Университет „Джемал Биедич“
- Галерия „Алуминий“
- Градски парк „Зрински“
- Народен театър „Мостар“
- Хърватски народен театър

Мостар е домакин на много религиозни сбирки. Градът е център на католическата епископия „Мостар-Дувно“, има 2 катедрали. В средището има и няколко джамии, сред които най-известна е Караджозбеговата джамия. Съвсем неотдавна в Мостар е построена и синагога.

## Спорт
Представителният футболен отбор на града носи името „Вележ“. Но той не е единственият футболен отбор. Другият се казва ХСК Зрински Мостар – основан 1905 година от хървати. След Втората световна война е забранен от управлението на Югославия. През 1992 година се формира отново и взима участие във футболния елит на Босна и Херцеговина. Осем пъти шампион на страната.

## Население
Според последното преброяване на населението от 2003 г. в града живеят 105 448 жители. През 1991 г. в Мостар живеят 126 066 души, като етническата принадлежност в проценти е следната: бошняци – 34,65%, хървати – 33,83%, сърби – 18,97%, югославяни – 10,03%, други – 2,32%. След Босненската война етническият състав на населението се променя коренно поради масовите изселвания (най-вече на сърби), като той е следният: хървати – 48,29%, бошняци – 47,43%, сърби – 3,45%, други народности – 0,83%.

## Стари град
Историческият град на Мостар е разположен в дълбоката долина на река Неретва. Той е прочут със своите стари османски къщи и със стария си мост, от който произлиза и името на града. През 1993 г. по-голяма част от историческия град и Стария мост, проектиран от известния архитект Синан, са разрушени. Неотдавна Старият мост и много от постройките в Стария град са възстановени или изградени наново с приноса на международен научен комитет, сформиран от ЮНЕСКО. Районът около моста, с типичните особености на предислямска, източноислямска, средиземноморска и западноевропейска архитектура са изключителен пример за град с много култури. Възстановеният Стари мост и Старият град на Мостар са символ на мира, международното сътрудничество и съжителството на различните културни, етнически и религиозни общности.

## Стари мост
Мостар е известен със стария си каменен мост от 16 век, който е включен в списъка на световното културно наследство на ЮНЕСКО. Мостът на река Неретва е построен през 1557 – 1566 г. от османския архитект Мимар Хайрудин по времето на Османската империя и оттогава е символ на града. Дълъг е 30 м и се издига на 20 м над Неретва в най-високата си точка. На 9 ноември 1993 г. мостът е разрушен по време на ожесточените сражения между босненските мюсюлмани и хървати. По-късно е възстановен с общите усилия на 2-те общности под ръководството на създадения от ЮНЕСКО научно-технически комитет. На 23 юли 2004 г., пред погледите на представители от 60 държави, мостът е открит официално.

## Личности
Родени в Мостар
- Ристо Тухол (1882 – 1916), сръбски офицер
- Сергей Барбарез (р. 1971), босненски футболист-национал
- Сергей Якирович (р. 1976), босненски футболист-национал
- Химзо Половина (1927 – 1986), босненски музикант и лекар

## Известни личности, живели в Мостар
- Алекса Шантич
- Алия Кебо
- Ахмет Обрадович
- Владимир Чорович
- Емир Балич
- Здравко Гребо
- Ицо Волевица
- Меха Сефич
- Мишо Марич
- Муяга Комадина
- Осман Чикич
- Перо Зубац
- Предраг Матвеевич
- Светозар Чорович
- Химзо Половина